# Monaco-Ville
 (avril 2022).
Si vous disposez d'ouvrages ou d'articles de référence ou si vous connaissez des sites web de qualité traitant du thème abordé ici, merci de compléter l'article en donnant les références utiles à sa vérifiabilité et en les liant à la section « Notes et références ».
Monaco-Ville (monégasque : Mu̍negu-A̍utu) est un quartier de Monaco.
C'est la partie la plus ancienne de la principauté, que l'on appelle aussi communément « Rocher de Monaco » (monégasque : Roca de Mu̍negu) voire, localement, « le Rocher » (monégasque : a Roca), dénomination favorite de la presse à sensation. Il regroupe l'essentiel des institutions politiques du pays : le Palais princier, la mairie, l'hôtel du gouvernement, le Conseil national (parlement de Monaco), le Conseil communal, ainsi que le palais de justice et ses tribunaux, et l'unique prison du pays (accrochée au Rocher).

## Histoire

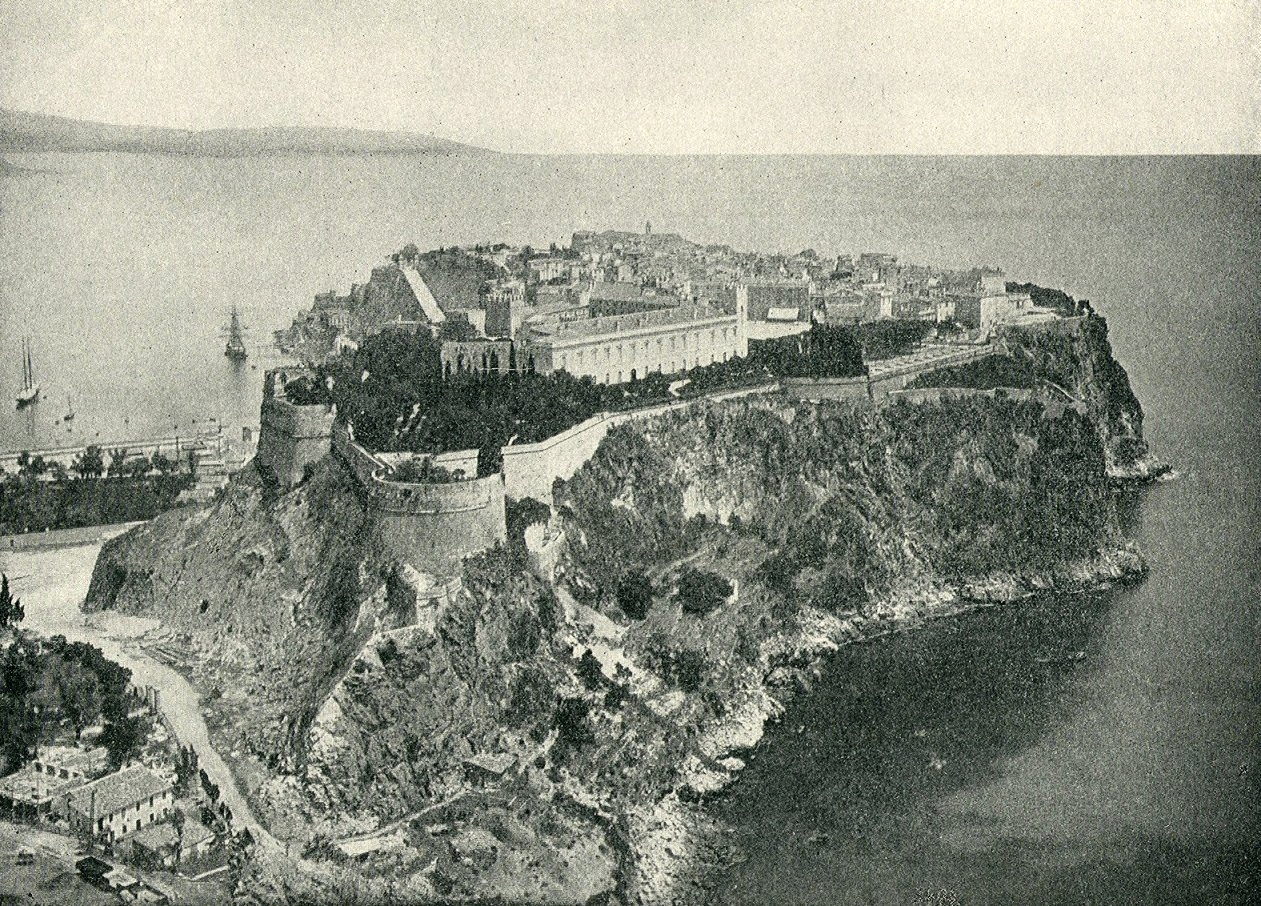
Le Rocher vers 1890.

C'est à cet endroit que les Massaliotes, Phocéens de Massalia (aujourd'hui Marseille) fondèrent la colonie de Monoïkos au VIe siècle avant notre ère. Monoïkos était associée à Hercule, adoré sous le nom Hercules Monoecus.
Le 10 juin 1215, un détachement de Gibelins mené par Fulco del Cassello commencèrent la construction d’une forteresse sur le rocher de Monaco afin d'en faire une position stratégique militaire et un moyen de contrôler la région. Ils y établirent également des habitations à la base du Rocher afin d’appuyer les garnisons. Pour attirer les habitants de Gênes et des villes environnantes, ils offrirent des terres et exonérèrent de taxes les nouveaux arrivants.
Le 8 janvier 1297, François Grimaldi, descendant d'Otto Canella consul de Gênes en 1133, s'empare de la forteresse. Disposant d'une petite armée, il se déguise en moine franciscain pour y pénétrer puis ouvre les portes à ses soldats. De cet épisode naît son surnom, Malizia (« la malice »). C'est pourquoi aujourd'hui les armes de Monaco portent deux franciscains armés d'une épée.
La constitution monégasque de 1911 divisa la principauté en trois communes, érigeant Monaco-Ville en commune, mais on revint à la commune unique pour toute la principauté en 1917.

## Bâtiments remarquables et lieux de mémoire

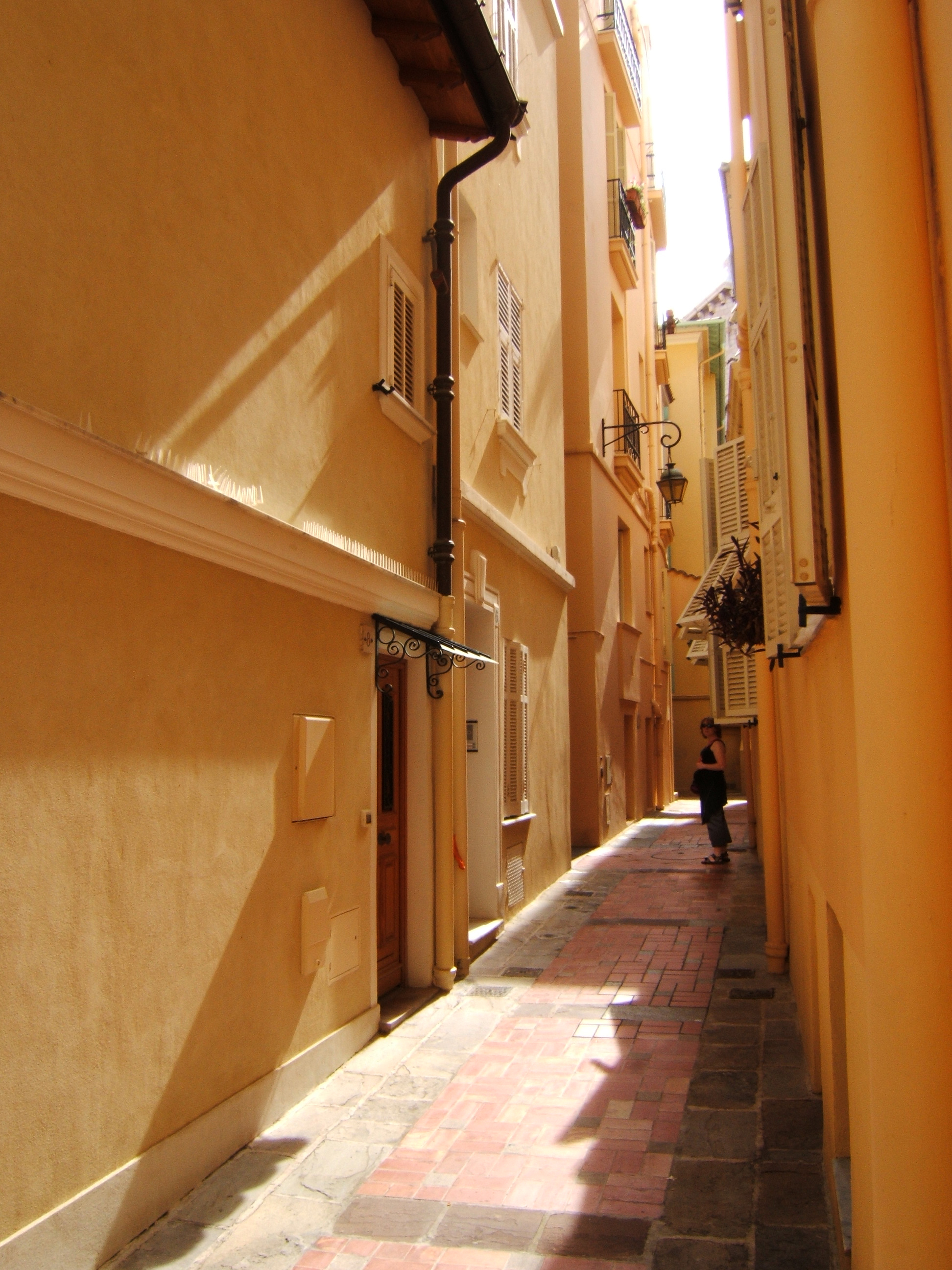
Une ruelle de Monaco-Ville.

- Les plus anciennes demeures Renaissance et les vieilles ruelles se trouvent dans la vieille ville.
- Le fort Antoine (datant de 1710)
- La place du Palais (XIIe siècle-XVIe siècle) avec la relève traditionnelle de la Garde monégasque tous les jours à 11 h 55 et ses canons d'époque Louis XV
- L'ancien couvent de la Visitation
- La caserne des carabiniers du XVIIIe siècle
- L'hôtel du gouvernement (datant du XIXe siècle)
- L'ancien hôtel des Monnaies (datant du XIXe siècle)
- La cathédrale de Monaco (datant du XIXe siècle)
- L'hôtel du Conseil d'État et des Juridictions suprêmes, anciennement hôtel du Gouvernement (datant du XIXe siècle)
- Le palais de justice (datant du XXe siècle)
- Les fontaines et les statues de la place Saint-Nicolas,
- De nombreuses églises et chapelles dont celle de la Miséricorde en laquelle la messe dominicale est célébrée selon le rite tridentin.
- Le Musée océanographique de Monaco
- La maison du sculpteur monégasque François Joseph Bosio
- Les jardins Saint-Martin
- Le jardin des remparts
- Le jardin de la promenade Sainte-Barbe

## Résidents notables
- Beatrice Borromeo - membre de la Maison aristocratique Borromeo ainsi qu'un membre de la famille princière de Monaco. Bien connue dans les médias italiens comme étant une journaliste, présentatrice télé et mannequin ;
- Andrea Casiraghi -  homme d’affaires, membre de la Maison Grimaldi et de la famille princière de Monaco ;
- Charlotte Casiraghi - membre de la famille princière de Monaco. Elle est connue comme une personnalité du monde de la mode et une cavalière ayant participé à plusieurs championnats d'équitation ;
- Pierre Casiraghi - homme d’affaires, membre de la famille princière de Monaco ;
- Stefano Casiraghi - homme d'affaires et sportif italien ;
- Tatiana Santo Domingo - membre de la famille princière de Monaco ;
- Ghislaine Dommanget - comédienne française. Aussi connue comme la princesse Ghislaine de Monaco ;
- Daniel Ducruet - homme d'affaires français, carabinier dans la Compagnie des Carabiniers du Prince, membre de la famille princière de Monaco ;
- Louis Ducruet - recruteur de football, membre de la famille princière de Monaco ;
- Gad Elmaleh - humoriste, acteur, réalisateur et chanteur maroco-canadien ;
- Philippe Gilbert - coureur cycliste belge, membre de l'équipe Lotto-Soudal ;
- Stéphanie de Monaco - membre de la famille princière de Monaco ;
- Camille Gottlieb - personnalité non-dynaste de la famille princière de Monaco ;
- Jean Raymond Gottlieb - carabinier dans la Compagnie des Carabiniers du Prince ;
- Albert II - actuel prince souverain de Monaco ;
- Caroline de Monaco - membre de la famille princière de Monaco, princesse de Hanovre, duchesse de Brunswick et Lunebourg ;
- Gabriella de Monaco - comtesse de Carladès, fille du prince souverain Albert II de Monaco et de la princesse Charlène de Monaco. Membre de la famille princière de Monaco ;
- Jacques de Monaco - prince héréditaire de Monaco, membre de la famille princière de Monaco ;
- Rainier III - prince de Monaco de 1949 à 2005 ;
- Alexandra de Hanovre - princesse monégasque, membre de la maison de Hanovre de la famille princière de Monaco ;
- Grace Kelly - actrice américano-monégasque avec des racines allemandes et irlandaises, qui est devenue princesse de Monaco. Elle est la mère d'Albert II, actuel souverain de la principauté ;
- Charlene Wittstock - ancienne nageuse sud-africaine devenue membre de la famille princière monégasque, princesse consort de Monaco.